# Дудыкевич, Богдан Корнилович
Богдан Корнилович Дудыкевич (укр. Богдан Корнилович Дудикевич; 12 апреля 1907, село Крапивник Австро-Венгрия, теперь Калушского района Ивано-Франковской области — 5 января 1972, город Львов) — украинский советский партийный деятель, историк, журналист, директор Львовского филиала Центрального музея Ленина. Депутат Верховного Совета УССР 3-5-го созывов. Кандидат исторических наук (тема: «Борьба Коммунистической партии Западной Украины за создание Народного антифашистского фронта», 1957). Заслуженный работник культуры Украинской ССР (1967).

## Биография
С 1923 года — секретарь Львовского пригородного окружного комитета Коммунистического союза молодежи Западной Украины (КСМЗУ).
С 1925 года учился в Львовском университете, активно участвовал в работе революционных студенческих организаций.
В 1929 году вступил в Коммунистическую партию Западной Украины (КПЗУ).
Работал в отделе пропаганды и агитации ЦК КПЗУ, был редактором комсомольского журнала «Сияние», легальной газеты «Молот», нелегальной газеты «Знамя коммунизма» (орган КПЗУ).
Был арестован польскими властями в 1930, затем в 1934 году. На Луцком процессе 57-ми в 1934 году приговорен к 7 годам лишения свободы, но в 1936 году амнистирован.
В 1939—1941 г. — на педагогической и профсоюзной работе в Львовской области.
В 1941—1942 г. — служил в Красной армии.
В 1942—1944 г. — преподаватель, директор школы в Ворошиловградской области УССР и Куйбышевской области РСФСР.
С 1944 года — лектор Львовского областного лекционного бюро.
В 1945 — мае 1949 г. — директор Львовского исторического музея.
В 1948 году окончил Львовский государственный университет.
В 1949—1953 г. — директор Львовского филиала Центрального музея Ленина. Работал заместителем председателя исполнительного комитета Львовского городского совета депутатов трудящихся.
В 1953—1954 г. — 2-й секретарь Львовского областного комитета КПУ.
В 1954 — январе 1972 г. — директор Львовского филиала Центрального музея Ленина.
Возглавлял Львовскую областную организацию общества «Знание», был председателем Львовского областного отделения Общества советско-польской дружбы.
Умер во Львове 5 января 1972 года, похоронен на Лычаковском кладбище, поле № 1а.

## Награды
- орден Ленина (23.01.1948)
- орден Октябрьской революции
- медали
- заслуженный работник культуры Украинской ССР (13.04.1967)